# ای عاشقان (آلبوم لطفی و معتمدی)
آلبوم ای عاشقان، یکی از آثار مشترک محمدرضا لطفی و محمد معتمدی است که در واپسین روزهای سال ۱۳۸۸ توسط مؤسسه آوای شیدا منتشر شد. این آلبوم در بیات اصفهان توسط گروه بانوان شیدا اجرا شده که محمدرضا لطفی در بخش‌هایی از آن به تکنوازی سه تار و جواب آواز پرداخته‌است.
محمدرضا لطفی خود کار آهنگ‌سازی و تنظیم تمام قطعات این مجموعه را انجام داده و اشعاری را از فروغی، بسطامی، ابتهاج و حافظ انتخاب کرده‌است. وی درباره تاریخ ساخت مجموعه آثار «ای عاشقان» نوشته‌است: قطعات ای عاشقان همگی با هم ساخته نشده‌اند. پیش‌درآمد و فرم آوازی‌ای که روی پیش‌درآمد خوانده شده در شهر لس‌آنجلس در سال ۱۹۸۷ ساخته شد. تصنیف «گفتم غم تو دارم» درست در سال ۱۳۵۸ در فاصله جدایی‌ام از همسرم در حالت عاطفی و درد و رنج زیاد متأثر از آن شرایط ساخته شد که در خاطره من باقی‌مانده بود که بر پایه شعر جناب سایه ساخته شده در تهران بنای آن گذاشته شد.»
این آلبوم پیش از این در آمریکا با خوانندگی زویا ثابت ضبط شده بود، در آن اجرا لطفی تمامی سازها را خود نواخته بود و بعداً در کنار هم قرار داده بود.

## نوازندگان
- آزاده شمس قیچک
- المیرا نصیری دف
- بهاره فیاضی تار
- ساناز ستارزاده تار
- سپیده مشکی سه‌تار
- فاطمه فریدی زاده رباب
- فریما موفقی کمانچه
- گوهرناز مسائلی تنبک
- نسترن سادات‌هاشمی سنتور
- نسیم سردشتی کمانچه
- نفیسه طباطبایی نی
- نیره فخری عود
- نیلوفر حبیبیان قانون
- هنگامه مشهدی‌اصل تار